# Седми конгрес на БКП
Седмият конгрес на Българската комунистическа партия се провежда в София между 2 и 7 юни 1958 г.
Присъстват 937 делегати и представители на комунистически и работнчески партии от 36 страни. Конгресът обсъжда отчетен доклад на ЦК и доклад на Централната ревизионна комисия (ЦРК); приема директиви за Третата петилетка (1958 – 1962); внася изменения в Устава на БКП и избира нов ЦК на ЦРК.